# Adamas (serie de televisión)
Adamas (en hangul, 아다마스; RR: Adamaseu) es una serie de televisión surcoreana dirigida por Park Seung-woo y protagonizada por Ji Sung, Seo Ji-hye y Lee Soo-kyung. Se emitió por el canal tvN los miércoles y jueves a las 22:30 (hora local coreana), desde el 27 de julio hasta el 15 de septiembre de 2022.

## Sinopsis
Dos hermanos gemelos (interpretados ambos por Ji Sung) se enfrentan a la condena a muerte de su padre biológico, acusado de haber asesinado veintidós años atrás al padrastro de los niños. Ahora ambos, un escritor de novelas de misterio y un fiscal, intentan desentrañar la verdad que se esconde tras esa muerte.

## Reparto

### Principal
- Ji Sung como Ha Woo-shin / Song Soo-hyun. Ha Woo-shin es un exitoso escritor de novelas de misterio, y Song Soo-hyun es un fiscal de la división especial de la Fiscalía del Distrito Central. Ambos son hermanos de parecido extraordinario, pero sus personalidades y formas de resolver problemas son completamente diferentes, incluso en este caso en que deben limpiar la memoria de su padre.[3]
- Seo Ji-hye como Eun Hye-soo, la asistente de Ha Woo-shin y la esposa del hijo mayor de Haesong Group, contra el que se rebela tras una serie de incidentes.[3]
- Lee Soo-kyung como Kim Seo-hee, una reportera honesta y apasionada que atrapa a las personas con una cara sonriente, es una persona que trabaja por la realización de la justicia social.[3]

### Secundario

#### Personas cercanas a Ha Woo-shin
- Heo Sung-tae como Choi Tae-seong. Está a cargo de la seguridad en Haesong-won, la residencia del presidente Kwon, de Haesong Group. Todos lo llaman «Jefe Choi».[4]
- Hwang Jung-min como el ama de llaves al servicio del presidente Kwon.[5]
- Lee Geung-young como Kwon Jae-yoo.[6]
- Seo Hyun-woo como Kwon Hyun-jo, director ejecutivo de Haesong Group y un estudiante brillante que emula a su padre.[7]
- Lee Si-won como la secretaria Yoon, la asistente del presidente Kwon. Debido a su sordera se comunica con el lenguaje de signos.[8]
- Shin Hyun-seung como Dong-rim.[9]
- Woo Hyun-joo como Señora Oh, la doncella de Haesongwon, la residencia del presidente Kwon, que es como los ojos y los oídos de la mansión. Aunque parece leal, tiene un lado desconocido, que a veces causa tensión.[10]
- Go Yoon como Park Yo-won, guardia de seguridad en la mansión donde vive el presidente de Haesong Group.[11]
- Choi Chan-ho como Kim Yo-won, un guardia de seguridad en la residencia de Haesong-won.[12]

#### Miembros del Equipo A
- Oh Dae-hwan como Lee, jefe del equipo A, la organización secreta de Haesong Group.[13]
- Park Hye-eun como Sun, el arma final del Equipo A, y una solución indispensable para el problema de Haesong.[14]
- Jo Dong-in como el Jefe Lee, el hermano menor del jefe del Equipo A.[15]
- Lee Ho-cheol como el jefe de sección Jung.

#### Cuartel General de Investigaciones Especiales
- Choi Deok-moon como Kang Hyuk-pil, jefe del Cuartel General de Investigaciones Especiales.
- Jang Jin-hee como la señora Lee, agente especial.
- Won won-hoon como el señor Han, agente especial.

#### Otros
- Jo Sung-ha como Lee Chang-woo, un preso en el corredor de la muerte que cumple una condena por asesinato.[16]
- Jo Hyun-woo como Song Soon-ho, el padrastro de hermanos gemelos.[17]
- Kim Jeong-ho como Kim Won-joong.[6]
- Lee Do-yeop como un hombre misterioso que observa a Song Soo-hyun.[18][19]

### Apariciones especiales
- Ahn Bo-hyun como Kwon Min-jo, el segundo hijo de Haesong Group, era el prometido de Hye-soo pero murió en un accidente.[20]
- Ko Kyu-pil como el jefe de la División especial de la Oficina del Fiscal del Distrito de Jungam.[21]

## Producción
El primer póster de la serie se publicó el 28 de junio de 2022.

## Banda sonora original
| Parte | Fecha de publicación    | N.º | Título                     | Letra                                           | Música                                          | Artista            | Duración |
| ----- | ----------------------- | --- | -------------------------- | ----------------------------------------------- | ----------------------------------------------- | ------------------ | -------- |
| 1     | 28 de julio de 2022     | 1   | «Beat of My Heart»         | Cali, Fabienne Holloway, Siggi, Viktoria Hansen | Cali, Fabienne Holloway, Siggi, Viktoria Hansen | Elodie Wave        | 3:20     |
| 1     | 28 de julio de 2022     | 2   | «Beat of My Heart» (inst.) |                                                 | Cali, Fabienne Holloway, Siggi, Viktoria Hansen |                    | 3:20     |
| 2     | 4 de agosto de 2022     | 1   | «Need You!»                | Charlie Bean (Fab)                              | Charlie Bean (Fab), Attl (Fab)                  | Charlie Bean Works | 3:08     |
| 2     | 4 de agosto de 2022     | 2   | «Need You!» (inst.)        |                                                 | Charlie Bean (Fab), Attl (Fab)                  |                    | 3:08     |
| 3     | 11 de agosto de 2022    | 1   | «Darling You»              | Kevin, Taylor                                   | Kim Min, Taylor                                 | Bernard Park       | 2:29     |
| 3     | 11 de agosto de 2022    | 2   | «Darling You» (inst.)      |                                                 | Kim Min, Taylor                                 |                    | 2:29     |
| 4     | 18 de agosto de 2022    | 1   | «By Your Side»             | Jemma                                           | Chicok, Jemma                                   | Ha Hyun-sang       | 4:11     |
| 4     | 18 de agosto de 2022    | 2   | «By Your Side» (inst.)     |                                                 | Chicok, Jemma                                   |                    | 4:11     |
| 5     | 1 de septiembre de 2022 | 1   | «All About You»            | Id:Earth                                        | Id:Earth, Kim Min                               | Katie              | 4:17     |
| 5     | 1 de septiembre de 2022 | 2   | «All About You» (inst.)    |                                                 | Id:Earth, Kim Min                               |                    | 4:17     |
| 6     | 8 de septiembre de 2022 | 1   | «Rain On Me»               | Donna                                           | Donna, Cuzd                                     | Johan Kim          | 3:41     |
| 6     | 8 de septiembre de 2022 | 2   | «Rain On Me» (inst.)       |                                                 | Donna, Cuzd                                     |                    | 3:41     |

## Audiencia
| Temporada | Temporada | Episodio número | Episodio número | Episodio número | Episodio número | Episodio número | Episodio número | Episodio número | Episodio número | Episodio número | Episodio número | Episodio número | Episodio número | Episodio número | Episodio número | Episodio número | Episodio número | Promedio |
| Temporada | Temporada | 1               | 2               | 3               | 4               | 5               | 6               | 7               | 8               | 9               | 10              | 11              | 12              | 13              | 14              | 15              | 16              | Promedio |
| --------- | --------- | --------------- | --------------- | --------------- | --------------- | --------------- | --------------- | --------------- | --------------- | --------------- | --------------- | --------------- | --------------- | --------------- | --------------- | --------------- | --------------- | -------- |
|           | 1         | 810             | 658             | 705             | 597             | 700             | 700             | 630             | 676             | 629             | 602             | 567             | 653             | 697             | 662             | 560             | 722             | 664      |

| Episodio | Fecha de emisión         | Índices de audiencia (Nielsen Korea) | Índices de audiencia (Nielsen Korea) |
| Episodio | Fecha de emisión         | Nacional                             | Seúl                                 |
| --- | ------------------------ | ------------------------------------ | ------------------------------------ |
| 1 | 27 de julio de 2022      | 3,502% (2.ª)                         | 3,607% (2.ª)                         |
| 2 | 28 de julio de 2022      | 2,849% (3.ª)                         | 3,004% (3.ª)                         |
| 3 | 3 de agosto de 2022      | 3,339% (4.ª)                         | 3,577% (3.ª)                         |
| 4 | 4 de agosto de 2022      | 3,068% (3.ª)                         | 2,917% (3.ª)                         |
| 5 | 10 de agosto de 2022     | 2,669% (4.ª)                         | 2,826% (4.ª)                         |
| 6 | 11 de agosto de 2022     | 2,851% (4.ª)                         | 2,586%(5.ª)                          |
| 7 | 17 de agosto de 2022     | 2,866% (5.ª)                         | 2,935% (5.ª)                         |
| 8 | 18 de agosto de 2022     | 3,233% (4.ª)                         | 3,057% (4.ª)                         |
| 9 | 24 de agosto de 2022     | 2,833% (2.ª)                         | 2,752% (3.ª)                         |
| 10 | 25 de agosto de 2022     | 2,866% (2.ª)                         | 2,854% (2.ª)                         |
| 11 | 31 de agosto de 2022     | 2,694% (2.ª)                         | 2.442% (3.ª)                         |
| 12 | 1 de septiembre de 2022  | 3,024% (3.ª)                         | 3,004% (3.ª)                         |
| 13 | 7 de septiembre de 2022  | 3,139% (3.ª)                         | 3,128% (3.ª)                         |
| 14 | 8 de septiembre de 2022  | 2,958% (2.ª)                         | 3,109% (2.ª)                         |
| 15 | 14 de septiembre de 2022 | 2,869% (3.ª)                         | 2,736% (3.ª)                         |
| 16 | 15 de septiembre de 2022 | 3,358% (2.ª)                         | 3,568% (2.ª)                         |
| Promedio | Promedio                 | 3,007%                               | 3,006%                               |
| - En la tabla superior, aparecen en azul los índices más bajos, y en rojo los más altos. - Esta serie se emitió en un canal de cable o televisión de pago, que normalmente tiene una audiencia menor en comparación con las emisoras públicas o de televisión en abierto (KBS, SBS, MBC y EBS). |                          |                                      |                                      |

## Premios y nominaciones
| Año  | Premios                  | Categoría              | Candidato    | Resultado | Ref.          |
| ---- | ------------------------ | ---------------------- | ------------ | --------- | ------------- |
| 2022 | 13.º Premios Korea Drama | Premio a la excelencia | Heo Sung-tae | Nominado  | [ 29 ] [ 30 ] |